# Barringtonia ridsdalei
Barringtonia ridsdalei är en tvåhjärtbladig växtart som beskrevs av Pranom Chantaranothai. Barringtonia ridsdalei ingår i släktet Barringtonia och familjen Lecythidaceae. Inga underarter finns listade i Catalogue of Life.